# N22 (Demokratische Republik Kongo)
Die N22 ist eine Fernstraße in der Demokratischen Republik Kongo, die in Basankusu beginnt und in Ikombe endet. In Ikombe geht sie in die N8 über. Sie ist 226 Kilometer lang.